# Asthenes humilis
Asthenes humilis là một loài chim trong họ Furnariidae.